# È già domani
| Recensione | Giudizio |
| ---------- | -------- |
| Rockol     | 7/10     |
| OndaRock   | 7/10     |
| RockIt     | Positivo |

È già domani è il sesto album in studio del gruppo musicale italiano Fast Animals and Slow Kids, pubblicato il 17 settembre 2021 dalla Woodworm.

## Tracce
Testi e musiche dei Fast Animals and Slow Kids, eccetto dove indicato.
1. È già domani – 1:46
2. Stupida canzone – 3:24
3. Cosa ci direbbe – 3:32 (Fast Animals and Slow Kids, Willie Peyote)
4. Lago ad alta quota – 3:37
5. Fratello mio – 3:38
6. Senza deluderti – 4:04
7. Come un animale – 3:40 (Fast Animals and Slow Kids, Lodo Guenzi)
8. Rave – 3:17
9. Un posto nel mondo – 3:02
10. In vendita – 3:09
11. Portami con te – 3:35
12. È già domani ora – 3:48

Durata totale: 40:32

## Formazione
Formazione come da libretto.
Fast Animals and Slow Kids
- Aimone Romizi – voce
- Jacopo Gigliotti – basso, contrabbasso
- Alessandro Guercini – chitarre, tastiere
- Alessio Mingoli – batteria, cori

Altri musicisti
- Matteo Cantaluppi – pianoforte, tastiere, chitarre addizionali, soundscapes, percussioni (traccia 10)
- Carmelo Emanuele Patti – violino, viola, violoncello, arrangiamento archi (tracce 4, 7 e 10)
- Beppe Scardino – sassofoni (traccia 5)
- Willie Peyote – voce (traccia 3)

Produzione
- Ivan A. Rossi – registrazione, missaggio
- Matteo Cantaluppi – registrazione, produzione artistica
- Giovanni Versari – mastering
- Andrea Marmorini – produzione esecutiva
- Alessandro Cardinali – artwork
- Iacopo Gradassi – grafica

## Classifiche
| Classifica (2021) | Posizione massima |
| ----------------- | ----------------- |
| Italia            | 5                 |